# Symra II
Symra opus 75, ook wel Symra II genaamd is een liederenbundel van Christian Sinding. Gelijk Symra, ein tylft med visor o rim zijn het toonzettingen van volksliedjes uit Noorwegen, al eerder op papier gezet door Ivar Aasen. Deze tweede set liedjes (weer twaalf) evenaarde de populariteit van de eerste set niet.
De liedjes
1. Gamle Norig – non troppo lento
2. Att og fram –allegretto
3. Vaardagen – allegro
4. Gamle Grendi – andante
5. Haustvisa – andante dolorosa
6. Von og minne – andante
7. Ymse vasarlag – non troppo allegro
8. Fals og fusk – con anima
9. Högferd – poco moderato
10. Uvitingskap – allegretto
11. Um Talen – andante
12. Der er ein ting - andante